# Cuarteto de cuerda Lindsay

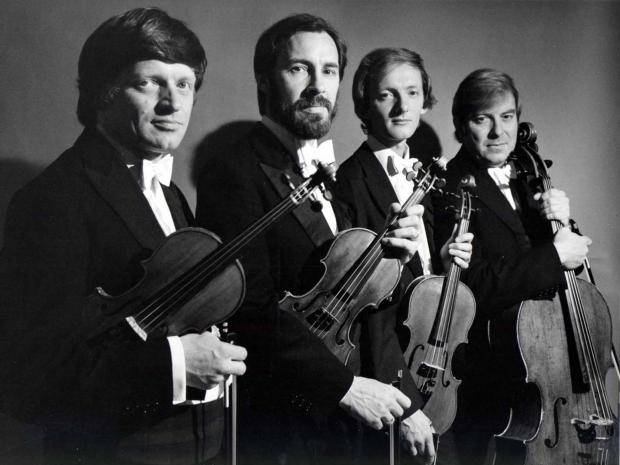
El cuarteto de cuerda Lindsay en una fotografía de 1986

El Cuarteto de cuerda Lindsay (o los Lindsays) fue un cuarteto de cuerda británico que actuó de 1965 a 2005.

## Trayectoria
El cuarteto actuó por primera vez en la Royal Academy of Music en 1965, para competir por un premio, y se dispuso a hacer de los cuartetos de Bartók y Beethoven el centro de su repertorio. En 1967 los miembros del cuarteto fueron nombrados investigadores de la Universidad de Keele, y en 1970, cambió su nombre de Cropper a Lindsay, nombrándose así por Lord Lindsay, el fundador de la Keele University. En 1971 se produjo un cambio en el segundo violín, puesto que pasó a desempeñar Ronald Birks. El cuarteto ganó un Premio Gramophone para los Últimos Cuartetos de Beethoven en 1984. Roger Bigley dejó el cuarteto en 1985 para ser sustituido por Robin Ireland. Bigley, a continuación, se convirtió en principal viola asistente de la Orquesta Filarmónica de la BBC, antes de convertirse en profesor adjunto de cuerda en el Royal Northern College of Music.
En 1974, se convirtió en Cuarteto en Residencia en la Universidad de Sheffield, y cinco años más tarde tuvo un puesto similar en la Universidad de Manchester, donde interpretaba una temporada de conciertos regular, dirigida a los seminarios y entrenó a conjuntos de cámara. El cuarteto se presentó en festivales cada año, en el Crucible Theatre de Sheffield, que contó con muchos famosos músicos locales e internacionales, y actuó extensamente por todo el mundo.
En 2005, después de 39 años, el cuarteto anunció su intención de retiro para el año siguiente. Después realizaron una exitosa serie de conciertos de despedida en todo el mundo, culminando en cuatro conciertos en su ciudad natal, Sheffield, en julio de 2005. 
El cuarteto ha producido una extensa lista de grabaciones, incluyendo un muy aclamado ciclo Beethoven, y una parte sustancial de las obras de Haydn, Mozart, Schubert y Dvorak.
El líder Peter Cropper (19 de noviembre de 1945 – 29 de mayo de 2015) fue el fundador y Director Artístico de Music in the Round, una organización de caridad que fundó en la década de los 80, que promueve conciertos de música de cámara en la universidad de Sheffield y a nivel nacional. El Lindsays formó el núcleo de la actividad de la organización por más de veinte años, hasta su retirada. Cropper murió de repente, en 2015, a los 69 años.

## Miembros
- Peter Cropper (primer violín)
- Michael Adamson (segundo violín, 1965–71)
- Ronald Birks (segundo violín, 1971–2005)
- Roger Bigley (viola, 1965–85)
- Robin Ireland (viola, 1985–2005)
- Bernard Gregor-Smith (violonchelo)

## Discografía
BEETHOVEN: Cuarteto de Cuerda "Rasumovsky" N.º 7, N.º 8 y 9 CD DCA 553, 554
BEETHOVEN: Cuarteto de Cuerda N.º 12-16 & Grosse Fuge CD DCA 601, 602, 603 y 604
BEETHOVEN: Cuarteto de Cuerda (Nuevo Ciclo):
Opus 18, N. 1, 2 y 3 CD DCA 1111
Opus 18, Núms. 4/5. Opus 14. CD DCA 1112
Opus 18, N.º 6. Quinteto Op. 29. CD DCA 1113
Opus 59, "Razumovsky" Núms. 1 & 3 CD DCA 1114
Opus 59, N.º 2 y el Opus 74. CD DCA 1115
Opus 95, Opus 127. CD DCA 1116
Op. 130 & Grosse Fuge Op. 133 CD DCA 1117
Op. 132 & Quinteto Op. 104 CD DCA 1118
Op. 131 & Op. 135 CD DCA 1119
BORODIN:
Cuartetos de cuerda N.º 1+2, String Sextet (con L. Williams, R. Wallfisch) CD DCA 1143
BRAHMS / SCHUMANN: 
Piano Quintetos (con P. Frankl) CD DCA 728
MENDELSSOHN: Cuarteto de Cuerda N.º 6 y BRAHMS: Cuarteto de Cuerda N.º 2 CD QS 6173
HAYDN: Las Siete Últimas Palabras de CD DCA 853
HAYDN: Cuarteto de Cuerda "Sol", Op. 20 - N.º 1, 3 y 4 CD DCA 1027
HAYDN: Cuarteto de Cuerda "Sol", Op. 20 - Núms. 2, 5 y 6 CD DCA 1057
HAYDN: Cuarteto de Cuerda Op. 33 - N.º. 1 De 2 "La Broma" y 4 CD DCA 937
HAYDN: Cuarteto de Cuerda Op. 33 - Núms. 3 "El Pájaro",5 & 6 CD DCA 938
HAYDN: Los 3 Cuartetos de Cuerda Op. 54 "Tost I" CD DCA 582
HAYDN: Los 3 Cuartetos de Cuerda Op. 55 CD DCA 906
HAYDN: Los 3 Cuartetos de Cuerda Op. 64 (parte 1) CD DCA 1083
HAYDN: Los 3 Cuartetos de Cuerda Op. 64 (parte 2) CD DCA 1084
HAYDN: Los 3 Cuartetos de Cuerda Op. 76 (parte 1) CD DCA 1076
HAYDN: Los 3 Cuartetos de Cuerda Op. 76 (parte 2) CD DCA 1077
Haydn: Cuarteto de Cuerda Op. 50 Núms. 1-3 CD GLD 4007
Haydn: Cuarteto de Cuerda Op. 50 Núms. 4-6 CD GLD 4008
MOZART: Cuarteto de K387 / Quinteto de Cuerda K516 CD DCA 923
MOZART: Cuarteto de K458 "La Caza" / Corno Quinteto / Oboe Quartet CD DCA 968 
MOZART: Cuarteto de K428 / Quinteto de Cuerda K515 CD DCA 992
MOZART: Cuarteto de K421 / Quinteto de Cuerda K593 CD DCA 1018
MOZART: Quinteto para Clarinete y cuerdas/Quinteto de Cuerda K464 CDDCA 1042
MOZART: Cuarteto de K465 / Quinteto de Cuerda K614 CD DCA 1069
RAVEL Y DEBUSSY: Cuartetos de Cuerda / STRAVINSKY: 3 Piezas de CD DCA 930
SCHUBERT:Quinteto de Cuerda (con Douglas Cummings - violonchelo) CD DCA 537
SCHUBERT:Cuarteto de Cuerda N.º 8 Y 13 "Rosamunde" CD DCA 593
SCHUBERT:Cuarteto de Cuerda N.º 12 Y 14 "de la Muerte y la Doncella" CD DCA 560
SCHUBERT:Cuarteto de Cuerda N.º 15 CD DCA 661
TIPPETT: Cuarteto de Cuerda N.º 4 / BRITTEN: Cuarteto de Cuerda N.º 3 CD DCA 608
"LOS BOHEMIOS"
JANACEK: El 2 Cuartetos de Cuerda "Sonata Kreutzer" Y "Cartas Íntimas" / DVORAK: Cipreses CD DCA 749
SMETANA: El 2 Cuartetos de Cuerda / DVORAK: Romance Y 2 Valses CD DCA 777
DVORAK: Cuartetos de Cuerda N.º 10 y 14 de CD DCA 788 
DVORAK: Cuartetos de Cuerda N.º 12 "Americano" y 13. CD DCA 797
DVORAK: Bagatelas / Quinteto de Cuerda "Americano" del CD DCA 806
DVORAK & MARTINU: Piano Quintetos (con Peter Frankl - piano) CD DCA 889